# Cách mạng Tháng Năm
Cách mạng Tháng Năm (tiếng Tây Ban Nha: Revolución de Mayo) là một chuỗi các sự kiện chính trị và xã hội xảy ra ở Buenos Aires trong thời kỳ Rio de la Plata vào tháng 5 năm 1810 và dẫn đến việc loại bỏ cha xứ Cisneros. Những sự kiện này được tổ chức bởi các quý tộc ở Buenos Aires, những người có nguồn gốc Tây Ban Nha, nhưng không hài lòng với chính sách của vương miện trong khu vực. Các sự kiện không gây ra nhiều bạo lực và không kéo theo một cuộc đối đầu sâu rộng, nhưng thuật ngữ cách mạng bắt đầu được áp dụng cho họ trên cơ sở của người Argentina lịch sử để đánh dấu sự khởi đầu của quá trình dẫn đến sự độc lập của Argentina, được tuyên bố chính thức vào ngày 9 tháng 7 năm 1816.

## Điều kiện tiên quyết
Tuyên ngôn độc lập năm 1776 của Hoa Kỳ cho thấy các thuộc địa của Mỹ có thể giành được độc lập. Vì cuộc cách mạng vĩ đại của Pháp năm 1789, ý tưởng về chính quyền dân chủ lan rộng. Khẩu hiệu Tự do, bình đẳng, tình huynh đệ rất phổ biến trong giới trẻ thuộc địa Tây Ban Nha, giống như những ý tưởng tự do khác.
Nền kinh tế và quản lý sự phụ thuộc của Rio de la Plata vào thời điểm đó đã bị Tây Ban Nha độc quyền, điều này cản trở đáng kể sự phát triển của thuộc địa. Từ năm 1808, Tây Ban Nha bị quân đội của Napoleon chiếm đóng, với kết quả là khả năng kiểm soát và ổn định ở các thuộc địa của họ dần biến mất. Sự không chắc chắn trong đô thị đã dẫn đến sự từ chối và các bài phát biểu chống lại các vị vua được chỉ định bởi ông: năm 1807 Raphael de Sobremonte bị lật đổ, và vào năm 1809 - Santiago de Liniers. Vào tháng 6 năm 1809, một cha đẻ mới, Baltasar Hidalgo de Cisneros, đã đến Rio de la Plata.
Vào ngày 25 tháng 5 năm 1809, cuộc cách mạng đã lật đổ thống đốc của Khán giả Hoàng gia Charakas (nay là Bolivia). Vào ngày 16 tháng 7, tại thành phố La Paz, một phong trào cách mạng khác đã lật đổ thống đốc và giám mục của La Paz, tạo ra một quốc hội lâm thời và tuyên bố độc lập. Sau đó, cuộc cách mạng đã bị quân đội Tây Ban Nha đàn áp dã man.

## Cách mạng
Vào ngày 18 tháng 5 năm 1810, tại Buenos Aires, người ta biết rằng junta Seville đã bị lật đổ và Tây Ban Nha bị Pháp chiếm đóng. Tính hợp pháp của cha đẻ Baltasar Hidalgo de Cisneros đang bị nghi ngờ. Vào ngày 22 tháng 5, một cuộc họp công khai của Hội đồng thành phố Buenos Aires đã được tổ chức, ban hành quyết định vào sáng ngày 23 tháng 5, theo đó Cisneros phải từ chức và chuyển tất cả các quyền lực cho thành phố để thành lập một quốc hội.
Vào ngày 24 tháng 5, Cisneros được bổ nhiệm làm tổng thống lâm thời và tổng tư lệnh quân đội, gây ra sự phẫn nộ trong nhân dân, dẫn đến các cuộc biểu tình ở quảng trường trung tâm của thủ đô Buenos Aires và cuộc nổi dậy của quân đội. Vào ngày 25 tháng 5, sự từ chức cuối cùng của cha xứ và sự thành lập một cơ quan chính phủ tạm thời, Đệ nhất thế giới, đã được công bố, có thành phần như sau:
- Cornelio Saattedra (tổng thống)
- Manuel alberti
- Miguel de Asquenaga
- Manuel Bỉrano
- Juan Jose
- Domingo Mateu
- Juan Larrea
- Juan Jose Paso (tổng bí thư)
- Mariano Moreno (tổng bí thư)

Cùng ngày, một thông tư đã được gửi đến tỉnh, trong đó có một yêu cầu gửi đại biểu của nó. Ngoại trừ Cordoba, tất cả các thành phố hiện là một phần của Argentina đều ủng hộ Cách mạng Tháng Năm. Cùng với các đại biểu đến từ các tỉnh khác của đất nước, Đệ nhất thế giới vào ngày 18 tháng 12 đã tạo ra Đại Junta - Quốc hội của các tỉnh bang Rio de la Plata.
Mặc dù sức mạnh của Tây Ban Nha đã thực sự bị lật đổ vào ngày 25 tháng 5, nhưng vì mục đích chính trị, Đệ nhất đã không chính thức tuyên bố độc lập cho đến năm 1816.

## Tên
Esteban Jose Echeverria lấy tên của tổ chức bí mật của mình để vinh danh Cách mạng Tháng Năm.